# Buch am Irchel
Buch am Irchel is een gemeente en plaats in het Zwitserse kanton Zürich, en maakt deel uit van het district Andelfingen.
Buch am Irchel telt 810 inwoners.